# ЦСК ВВС-2 в сезоне 1995
В сезоне 1995 года у женского футбольного клуба ЦСК ВВС (Самара) появилась молодёжная команда ЦСК ВВС-2.
В список «33 лучшие футболистки по итогам сезона 1995 г.» включена Татьяна Егорова (центральный полузащитник, № 1), как игрок основного ЦСК ВВС.
Вера Батаева, Лилия Васильева и Наталья Филиппова привлекались в основной состав ЦСК ВВС и провели в высшей лиге по два матча каждая, выходя на замены.

## Сезон 1995
В сезоне 1995 года команда выступала в 1-й лиге и заняла 8-е место.
Самая крупная победа одержана над клубом «Юность России» (Оренбург) со счетом 4:0.
Самое крупное поражение получено от клуба «Кубаночка» (Краснодар) со счетом 0:8.
| Место | И  | В | Н | П | М     | О  | Кубок России | Бомбардир          |
| ----- | -- | - | - | - | ----- | -- | ------------ | ------------------ |
| 8     | 18 | 3 | 6 | 9 | 19-55 | 15 | 1/16 финала  | Лилия Васильева-10 |

## Заявочный лист
| № |             | Поз. | Имя                  | Год рождения |
| - | ----------- | ---- | -------------------- | ------------ |
|   | Флаг России |      | О. Абаськина         |              |
|   | Флаг России |      | Ирина Иванова        | 11.12.1975   |
|   | Флаг России |      | Надежда Кувшинова    | 19.05.1977   |
|   | Флаг России |      | Л. Сорокина          |              |
|   | Флаг России |      | О. В. Тумайкина      |              |
|   | Флаг России |      | Александра Шорникова |              |
|   | Флаг России |      | Лилия Денисова       | 24.07.1977   |
|   | Флаг России |      | Виктория Казакова    | 30.01.1977   |
|   | Флаг России |      | Татьяна Егорова      | 10.03.1970   |

| № |             | Поз. | Имя                 | Год рождения |
| - | ----------- | ---- | ------------------- | ------------ |
|   | Флаг России |      | Надежда Сергеева    | 20.11.1977   |
|   | Флаг России |      | Лилия Васильева     | 13.03.1974   |
|   | Флаг России |      | Вера Батаева        | 07.11.1978   |
|   | Флаг России |      | Екатерина Белевцева | 07.05.1980   |
|   | Флаг России |      | Е. Петухова         |              |
|   | Флаг России |      | Наталья Филиппова   | 02.07.1975   |
|   | Флаг России |      | Евгения Крылова     | 21.07.1980   |
|   | Флаг России |      | Ольга Кузнецова     | 14.12.1977   |
|   | Флаг России |      | Олеся Белевцева     | 25.05.1979   |

Главный тренер: Владимир Семенов

## Игроки в сезоне
- О. Абаськина — 16 игр, 1 гол
- Татьяна Егорова — 16
- Ирина Иванова — 16 ()
- Надежда Кувшинова — 16
- Л. Сорокина — 16
- О. Тумайкина — 16
- А. Шорникова — 16
- Лилия Васильева — 15 (10)
- Лилия Денисова — 15 (1)
- Виктория Казакова — 14
- Надежда Сергеева — 14
- Вера Батаева −15 (5)
- Екатерина Белевцева — 13
- Е. Петухова −12 (1)
- Наталья Филиппова — 11 (2)
- Евгения Крылова — 7
- Ольга Кузнецова — 5
- Олеся Белевцева — 4